# Космос-1612
Космос-1612 је један од преко 2400 совјетских вјештачких сателита лансираних у оквиру програма Космос.
Космос-1612 је лансиран са космодрома Плесецк, СССР, 27. новембра 1984. Ракета-носач је поставила сателит у орбиту око планете Земље. 